# Ceranisus nigrifemora
Ceranisus nigrifemora är en stekelart som beskrevs av De Santis 1961. Ceranisus nigrifemora ingår i släktet Ceranisus och familjen finglanssteklar.
Artens utbredningsområde är:
- Costa Rica.
- Venezuela.

Inga underarter finns listade.